# Filippo Naldi
Filippo Naldi (Firenca, ? – prije 1783.), mletački slikar druge polovice 18. stoljeća.
O njegovu se životu ne zna puno. Prema vlastitom iskazu zapisanom na rodoslovlju obitelji Kačić koje je izradio 1756., bio je iz Firence (Fatto del 1756 – Ai 26 Aple 1756 = Fort Opus; Io Filippo Naldi Fiorentino ora Abitante in questa forte ò dissegnato il presente Albero della Famiglia Caccichi rilevato da un altro Antico in Carta autenticato con la giuntade viventi (…)). Rodoslovlje je izradio za vrijeme službovanja u Opuzenu u koji je došao kao pripadnik mletačkih vojnih postrojbi. U Opuzenu ga se spominje već 1751., a gdje je 1760. bio u službi upravitelja luke. Slikao je na području središnje i južne Dalmacije, na području od Sinjske krajine, Poljica i Omiša do Imotskog, Makarske, Vrgoračke i Neretvanske krajine, Hvara i Pelješca. Naručitelji su mu najčešće bili župnici i fratri seoskih krajeva oslobođenih od Turaka početkom 18. stoljeća, ali je poznato da je slikao i za katedralu u Makarskoj (prema narudžbi plemićke obitelji Grubišić), a u Neretvi je naslikao portret serdarske obitelji Nonkovića, zaslužne za oslobađanje Dalmacije od Turaka. Registrirano je više od trideset njegovih djela, najčešće oltarnih pala te slika postavljanih u crkvena svetišta. Poznato je da je radio i prikaze Bogorodice u obliku ikona (Vrgorac, Makarska, Žuljana) a osim religioznih tema, radio je portrete suvremenika, svećenika i vojskovođa. Umro je prije 1783. godine, jer se tada podmiruju dugovi za oltarnu palu u Franjevačkoj crkvi u Zaostrogu.

## Popis poznatih djela[1][2]
- Bogorodica s Djetetom i svecima (sv. Luka, sv. Antun, sv. Mihovil i sv. Juraj), ulje na platnu, 186 × 121,5 cm, Kučiće (Omiš), Župna crkva sv. Luke
- Posljednji sud, ulje na platnu, 430 × 240 cm, Katuni (Omiš), Župna crkva Uznesenja Blažene Djevice Marije
- Gospa Karmelska sa sv. Nikolom i sv. Rokom, ulje na platnu, 135 × 80 cm, Čaporice (Trilj), Župna crkva sv. Roka
- Sv. Juraj, ulje na drvetu, 180 × 90 cm, Dobranje, stara župna crkva sv. Ivana Krstitelja
- Sv. Juraj, ulje na platnu, 160 × 90 cm, Žeževica, Župna crkva sv. Jurja
- Sv. Antun Padovanski, 1777. g., ulje na platnu, 150x 80 cm, Imotski, Franjevački samostan
- Sv. Paskal, 1777. g., ulje na platnu, 150 × 80 cm, Imotski, Franjevački samostan
- Sv. Bonaventura, ulje na platnu, 150 × 80 cm, Imotski, Franjevački samostan
- Sv. Ljudevit, ulje na platnu, 150 × 80 cm, Imotski, Franjevački samostan
- Bogorodica s Djetetom, Presvetim Trojstvom i svecima, 1769. g., ulje na platnu, 200 × 300 cm, Slivno, Župna crkva Presvetog Trojstva
- Rodoslovlje obitelji Kačić, tuš na papiru, 110 × 80 cm, Makarska, Franjevački samostan
- Rodoslovlje obitelji Kačić, 16. travnja 1757. g., akvarel i tuš na papiru, 67 × 106 cm, Dubrovnik, privatno vlasništvo
- Bogorodica s Djetetom, ulje na drvu, 38,5 × 31 cm, Makarska, Franjevački samostan
- Bogorodica s Djetetom, ulje na platnu, 86 × 67 cm, Makarska, Franjevački samostan
- Bezgrešno začeće Blažene Djevice Marije i sveci (sv. Nikola, Katarina Aleksandrijska i sv. Barbara), ulje na platnu 124 × 110 cm, Drašnice, Župna crkva sv. Jurja, ulje na platnu; slika potječe iz porušene Crkve sv. Katarine
- Bogorodica s Djetetom, sv. Jurjem, sv. Franjom i sv. Nikolom, ulje na platnu, 262 × 160 cm (240 × 135 cm), Drašnice, stara Župna crkva sv. Jurja
- Krunjenje Bogorodice s Presvetim Trojstvom, sv. Antunom Padovanskim, sv. Rokom, sv. Martinom, sv. Margaritom i sv. Pavlom, ulje na platnu, 190 × 120 cm, Brist, Župna crkva sv. Margarite
- Bogorodica s Djetetom, Bogom Ocem, sv. Ivanom Krstiteljem i sv. Antunom Padovanskim, ulje na platnu, 185 × 130 cm, Brist, Crkva sv. Antuna Padovanskog
- Krunjenje Bogorodice s Presvetim Trojstvom i svecima, ulje na platnu, 300 × 180 cm, Zaostrog, Franjevački samostan Uznesenja Blažene Djevice Marije (slika se spominje i u samostanskim dokumentima; godine 1783. podmiruje se dug tada već umrloga slikara Filippa Naldija, koji je slikao palu Blažene Djevice u Zaostrogu)
- Bogorodica s Djetetom i svecima (sv. Katarinom Aleksandrijskom, sv. Antunom, sv. Nikolom, sv. Bonaventurom, sv. Jurjem i sv. Martinom), ulje na platnu, 305 × 200 cm, Zaostrog, Franjevački samostan Uznesenja Blažene Djevice Marije, nekada Crkva sv. Barbare na groblju
- Gospa od Karmela sa sv. Paskalom i sv. Rokom, ulje na platnu, 160 × 130 cm, Sućuraj na otoku Hvaru, Crkva sv. Antuna Padovanskoga
- Bogorodica s Djetetom (sl. 19), ulje na platnu, 54 × 40 cm, Vrgorac, Župna crkva Navještenja Blažene Djevice Marije
- Bogorodica s Djetetom i svecima (sv. Mihovil, sv. Marko, nepoznati svetac, sv. Katarina Aleksandrijska, sv. Stjepan, sv. Nikola, sv. Ilija, sv. Vlaho, sv. Petar, sv. Ivan Evanđelist, sv. Franjo, sv. Antun, sv. Juraj i sv. Roko), ulje na platnu, 190 × 300 cm, Baćina, Crkva sv. Jurja
- Krist, Sv. Pavao, Anđeo, ulomci veće cjeline (oltarne pale ?), nekada Komin (?), sada Split, privatno vlasništvo, 25 × 24,5 cm (Krist); 42,5 × 29 cm (Sv. Pavao); 22 × 19 cm (Anđeo)
- Sv. Barbara, ulje na platnu, 105 × 84 cm, Komin, Župna crkva sv. Antuna Padovanskog
- Kamenovanje sv. Stjepana, 1752. g., ulje na platnu, 190 × 140 cm, Opuzen, Župna crkva sv. Stjepana
- Gospa od Ružarija, ulje na platnu, 170 × 130 cm, Vidonje, Župna crkva sv. Ivana Krstitelja
- Bogorodica s Djetetom, sv. Mihovilom, sv. Rokom, sv. Petrom, sv. Nikolom, i sv. Jurjem, ulje na platnu, 161 × 200 cm, Slivno Ravno, Župna crkva sv. Stjepana
- Bogorodica s Djetetom, sv. Vlahom i sv. Nikolom, ulje na platnu, 198 × 100 cm, Janjina (Pelješac), Župna crkva sv. Vlaha; u dnu slike vjeran prikaz Dubrovnika sa zidinama, Stradunom i glavnim crkvama (Katedrala, Sv. Vlaho, Dominikanska crkva, Franjevačka crkva i samostan)
- Krunjene Bogorodice sa Sv. Trojstvom, sv. Rokom, sv. Marijom Magdalenom, sv. Ivanom Krstiteljem, sv. Lukom i sv. Jurjem, ulje na platnu, 195 × 148 cm, Janjina (Popova luka), Crkva sv. Jurja
- Rođenje i smrt i sedam sv. Sakramenata (Krštenje, Potvrda, Pričest, Ispovijed, Bolesničko pomazanje, Svećenički red, Ženidba), ulje na platnu, 700 × 100 cm, Putnikovići, Crkva Gospe od Ružarija u Tomislavovcu
- Bezgrešno začeće Blažene Djevice Marije sa svecima (sv. Petrom, sv. Pavlom i sv. Mihovilom), ulje na platnu, 186 × 135 cm, Trpanj, Župna crkva sv. Petra i Pavla
- Bogorodica s Djetetom, sv. Makom, sv. Ilijom i sv. Margaritom, ulje na platnu, 152 × 126 cm, Kuna, Franjevački samostan
- Bogorodica s Djetetom ("Bogorodica Utješiteljica"; "Madre della Cosolazione"), 1774. g., ulje na platnu, 60 × 47 cm, Žuljana (Pelješac), Crkva sv. Martina
- Portret Luke Nonkovića, 1752. g., ulje na platnu, 98x 70 cm, Split, Muzej grada Splita
- Portret Ivana Nonkovića, 1759. g., ulje na platnu, 98 × 79 cm, Split, Muzej grada
- Portret don Grge Ujevića, ulje na platnu, 75 × 51 cm, Split, obitelj Ujević
- Sv. Juraj, ubikacija nepoznata, poznata preko starije fotografije
- Gospa od Karmela sa Sv. Jeronimom i Sv. Rokom, ulje na platnu, Kostanje, župna crkva Sv. Mihovila
- Krštenje Krista s Gospom od Ružarija, ulje na platnu, Kostanje, župna crkva Sv. Mihovila.
- Uznesenje Blažene Djevice Marije sa svecima, Dobranje, župna crkva Sv. Ivana Krstitelja
- Presveto Trojstvo kruni Bogorodicu sa Sv. Antunom Padovanskim i Sv. Rokom, Zavojane, župna crkva Porođenja Marijina
- Sv. Juraj, Zavojane, župna crkva Porođenja Marijina, bočni oltar
- Gospa od Presvetoga Ružarija sa Sv. Rokom i Sv. Nikolom, Čaporice, župna crkva Sv. Roka
- Gospa od Sedam Žalosti sa Sv. Franjom Asiškim i Sv. Ilijom, Sinj, Franjevački samostan

Nestala djela
- Sveto Trojstvo s Bogorodicom, sv. Mihovilom, sv. Jurom, sv. Antunom i sv. Nikolom, Kostanje (Poljica), Župna crkva sv. Mihovila
- Sv. Ivan Nepomuk, oltarna pala, Makarska, Katedrala sv. Marka
- Sv. Franjo Asiški, 1777. g; slika je bila na oltaru u staroj Franjevačkoj crkvi u Imotskom, a nestala je tijekom Drugoga svjetskog rata